# Balletdanser
En balletdanser (italiensk: ballerina kvindelig, ballerino mandlig) er en person, der danser i klassisk eller moderne ballet.
Danserne har et hierarki og strenge kønsroller. Det kræver mange års omfattende uddannelse og korrekt teknik at blive en del af et professionel balletkompagni. Balletdansere har høj risiko for skader på grund af det krævende arbejde. 
Balletdansere begynder deres uddannelse i en alder af seks til 11 år. Ansøgere over 12 år skal indstilles af en anerkendt balletpædagog og kan blive optaget på dispensation. Undervisningen består af både almindelig skoleundervisning og balletundervisning. Skoleundervisningen svarer til folkeskolens og afsluttes med 9. klasse.

## Hierarki

### Danmark
- Solodanser er øverste trin på karrierestigen.
- Solister kan både danse hovedpartier og mindre roller i korpset.
- Korpsdanser udgør størstedelen af kompagniet.
- Aspiranter er færdige med 9. klasse og kan indgå i et treårige aspirantprogram.
- Karakterdanser er tidligere dansere, der fortsætter i karakterroller, efter de har nået pensionsalderen på 40 år.
- Balletbørn går på Det Kongelige Teaters Balletskole.